# Resolutie 1964 Veiligheidsraad Verenigde Naties
Resolutie 1964 van de Veiligheidsraad van de Verenigde Naties werd op 22 december 2010 unaniem aangenomen door de VN-Veiligheidsraad.
Ze autoriseerde de landen van de Afrikaanse Unie om hun AMISOM-vredesmacht in Somalië met negen maanden te verlengen en vroeg aan deze landen de missie te versterken tot 12.000 troepen.

## Achtergrond
In 1960 werden de voormalige kolonies Brits Somaliland en Italiaans Somaliland onafhankelijk en samengevoegd tot Somalië. In 1969 greep het leger de macht en werd Somalië een socialistisch-islamitisch land. In de jaren 1980 leidde het verzet tegen het totalitair geworden regime tot een burgeroorlog en in 1991 viel het centrale regime. Vanaf dan beheersten verschillende groeperingen elke een deel van het land en enkele delen scheurden zich ook af van Somalië. Toen milities van de Unie van Islamitische Rechtbanken de hoofdstad Mogadishu veroverden greep buurland Ethiopië in en heroverde de stad. In 2008 werd piraterij voor de kust van Somalië een groot probleem.

## Inhoud

### Waarnemingen
De Veiligheidsraad herhaalde zijn steun aan het Djibouti-Vredesproces en de Somalische overgangsregering, die onder meer voor een grondwet en een basisdienstverlening moest zorgen.
Om vrede en stabiliteit te brengen moest Somalië effectief bestuurd worden en moesten de partijen geweld afzweren en samenwerken.
Daarvoor was ook de AMISOM-missie van de Afrikaanse Unie, met troepen uit Oeganda en Burundi, aanwezig.
Ook belangrijk was dat opnieuw Somalische veiligheidsdiensten werden opgericht, uitgerust en opgeleid.
Intussen was men bezorgd over de verslechterende humanitaire toestand in Somalië en werden de aanvallen op humanitaire hulp veroordeeld.
Al het geweld en de mensenrechtenschendingen tegen de bevolking, vrouwen en kinderen en hulpverleners werd veroordeeld.
Er kwam ook minder geld binnen voor de humanitaire steun en de lidstaten werden opgeroepen om te blijven bijdragen.

### Handelingen
De lidstaten van de Afrikaanse Unie werden gemachtigd hun AMISOM-missie tot 30 september 2011 te verlengen.
Ze werden gevraagd de troepenmacht te versterken van 8000 tot 12.000 manschappen.
De secretaris-generaal werd gevraagd om AMISOM van logistieke diensten te voorzien.
De mogelijkheid van een VN-vredesoperatie bleef intussen in beraad.
Intussen leverde de VN steun aan AMISOM middels het VN-Politiek Kantoor voor Somalië (UNPOS) en het VN-Ondersteuningskantoor voor AMISOM (UNSOA).

## Verwante resoluties
- Resolutie 1918 Veiligheidsraad Verenigde Naties
- Resolutie 1950 Veiligheidsraad Verenigde Naties
- Resolutie 1972 Veiligheidsraad Verenigde Naties (2011)
- Resolutie 1976 Veiligheidsraad Verenigde Naties (2011)

Lijst ·  1908 ·  1909 ·  1910 ·  1911 ·  1912 ·  1913 ·  1914 ·  1915 ·  1916 ·  1917 ·  1918 ·  1919 ·  1920 ·  1921 ·  1922 ·  1923 ·  1924 ·  1925 ·  1926 ·  1927 ·  1928 ·  1929 ·  1930 ·  1931 ·  1932 ·  1933 ·  1934 ·  1935 ·  1936 ·  1937 ·  1938 ·  1939 ·  1940 ·  1941 ·  1942 ·  1943 ·  1944 ·  1945 ·  1946 ·  1947 ·  1948 ·  1949 ·  1950 ·  1951 ·  1952 ·  1953 ·  1954 ·  1955 ·  1956 ·  1957 ·  1958 ·  1959 ·  1960 ·  1961 ·  1962 ·  1963 ·  1964 ·  1965 ·  1966